# Axel Nilsson (Banér)
Axel Nilsson (Banér), död 2 mars 1554 i Jönköping, var en svensk riddare och riksråd. Han ägde bland annat godset Djursholm dit även Lidingön hörde fram till 1774.

## Biografi
Axel Nilssons föräldrar var Nils Eskilsson (Banér) och Ingeborg Larsdotter Tott. Axel Nilsson uppfostrades 1529–1534 hos den danske riksmarsken Mogens Gøye och blev riksråd, troligen redan 1540 och användes av Gustav Vasa i ett flertal uppdrag. Han avled kort efter återkomsten från en beskickning till Tyskland 1553.
Han blev 4 oktober 1544 slottsloven på Stockholms slott och 1550 hövitsman i Jönköping. Axel Nilsson avled 1554 i Jönköping och begravdes i Danderyds kyrka.
Axel Nilsson ägde godsen Djursholms slott i Danderyds socken, Ekenäs slott i Örtomta socken och Händelö gård i Sankt Johannes socken.

### Familj
Axel Nilsson gifte sig 3 mars 1538 i Söderköping med Margareta Pedersdotter Bielke (1510–1557). Hon var dotter till riddaren och riksrådet Peder Turesson (Bielke) och Carin Nilsdotter till Wik. De fick tillsammans barnen Nils Axelsson Banér (1539–1559), underamiralen Peder Axelsson Banér (1540–1565), Lars Banér (död före 1551), Erik Banér (död före 1551), Ingeborg Banér (1541–1541), Anna Banér (1541–1541), lagmannen Sten Axelsson Banér (1546–1600) och riddaren Gustaf Banér (1547–1600). Barnen tog efternamnet Banér. Sönerna Sten och Gustav avrättades år 1600 vid Linköpings blodbad.